# 童旭
童旭（1468年—1525年），字賓暘，號東谷，湖廣沔陽州人，軍籍，明朝政治人物。

## 生平
弘治五年（1492年）壬子科湖廣鄉試第四十四名舉人，十二年（1499年）己未科會試第一百十八名，三甲第一百二十五名進士。授上高縣知縣，正直廉明，不徇權勢，凡境內淫祠，毁之殆盡，升戶部主事，歷升员外郎、郎中。正德六年（1511年）两河盗起，奉命督理河南、江北直隶粮储，出為兗州府知府，加從三品服俸。正德十一年（1516年）十月被魯王朱陽鑄誣告，得辯明，調任桂林府，十五年（1520年）六月考察以有疾致仕。卒年五十八，费宏撰墓誌銘。

## 家族
曾祖童慜；祖父童瀛；父童鈞。母胡氏。具庆下。子童承敘，正德十六年進士。